# Boxer a smrť
Boxer a smrť je třetí celovečerní film slovenského režiséra Petra Solana. Film byl natočen podle literární předlohy polského spisovatele Józefa Hena o životě polského boxera Tadeusze Pietrzykowského (1917–1991). První verze scénáře z roku 1958 nebyla vzhledem k údajně profašistickému vyznění schválena, podařilo se to až tři roky poté. Film trvá 110 minut na 3143 m černobílého 35mm filmu.

## Obsah
Děj filmu se vrací do období 2. světové války. Odehrává se v koncentračním táboře a jeho hlavními postavami jsou Slovák Komínek a německý velitel Walter Kraft. Ten si jako v civilním životě profesionální boxer vybere mezi vězni právě bývalého amatérského boxera Komínka, kterého hodlá používat jako svého sparring partnera, aby mohl po skončení války pokračovat ve své profesi. Komínek nemusí pracovat s ostatními a dostává i víc jídla. Někteří vězni mu tyto výhody závidí. Komínek nachází oporu v Poláku Venzlakovi, který ho občas trénuje a dáva mu rady. Tou nejcennější je, aby Kraftovi jen uhýbal a nesnažil se jej porazit.
Kraft tedy jejich boxerské souboje sebevědomě vyhrává a jeho postava se zpočátku zdá sympatická a čestná. Avšak jeho přízeň ke Komínkovi rázem zmizí, když ho v ringu porazí jako pomstu za umučeného přítele. Když rozhodčí Komínka vyhlásí za vítěze, Kraft jej obviní z nečestného boje za údery pod pás, které však nikdo ze zúčastněných nezaregistroval. Rozzlobený Kraft se rozhodne oplatit domnělé nesportovní chování smrtí, ale po manželčině domluvě mu daruje život a svobodu. Komínek se však nakonec sám rozhodne pro návrat do tábora a smrt, když pochopí, že cenou za jeho propuštění má být poprava 40 spoluvězňů.

## Obsazení
- Komínek: Štefan Kvietik
- Walter Kraft: Manfred Krug
- Helga: Valentina Thielová
- Venzlak: Józef Kondrat
- Willi: Edwin Marian
- Holder: Gerhard Rachold
- Dr. Gluk: Jindřich Narenta
- Stašek: Edmunt Ogrodziński
- Emil: Janusz Bobek

## Ocenění
- Zvláštní cena Carla Foremana filmu Boxer a smrť – 7. MFF San Francisco 1963
- Cena Daria Milhauda za nejlepší hudbu Wiliamu Bukovému – 7. MFF San Francisco 1963
- Čestné uznání předsednictví festivalu – 5. Festival československého filmu – FČS Ústí nad Labem 1963
- Cena za účast – 8. MFF v Corku 1963
- Trilobit za rok 1963 Štefanu Kvietikovi za filmy Boxer a smrt a Havraní cesta (uděleno v roce 1964)